# Soziologie im Nationalsozialismus
Die Soziologie im Nationalsozialismus bestand überwiegend aus empirischer Sozialforschung als Auftragswissenschaft. Die geisteswissenschaftliche Tradition der Disziplin verlor an Gewicht. Das lag einerseits an der Vertreibung bedeutender Sozialwissenschaftler in der Zeit des Nationalsozialismus, andererseits am Desinteresse der NS-Machthaber an akademisch begründeter „Legitimationsideologie“. Soziologische Theoriebildung zwischen 1933 und 1945 blieb insofern marginal. Es gab keinen Bedarf für eine „nationalsozialistische Soziologie“, obwohl sich „Volkstumssoziologen“ und Protagonisten des Ständestaats daran versuchten. Die empirische Sozialforschung erlebte hingegen einen Entwicklungsschub. Für sie wurde eine große Zahl von Soziologen akademisch und außeruniversitär für das Regime tätig. Nach dem Zweiten Weltkrieg konnten sich viele Fachwissenschaftler, die auch vor 1945 als Soziologen tätig gewesen waren, wieder im Wissenschaftsbetrieb etablieren. In der jungen Bundesrepublik wurde von einflussreichen Vertretern der Disziplin bestritten, dass es im Dritten Reich überhaupt eine Soziologie gegeben habe. Die Behauptung von der Abwesenheit der Soziologie im Nationalsozialismus dominierte viele Jahre lang die Fachgeschichte und wird vereinzelt noch aktuell aufrechterhalten.

## Akademische Soziologie in der Weimarer Republik

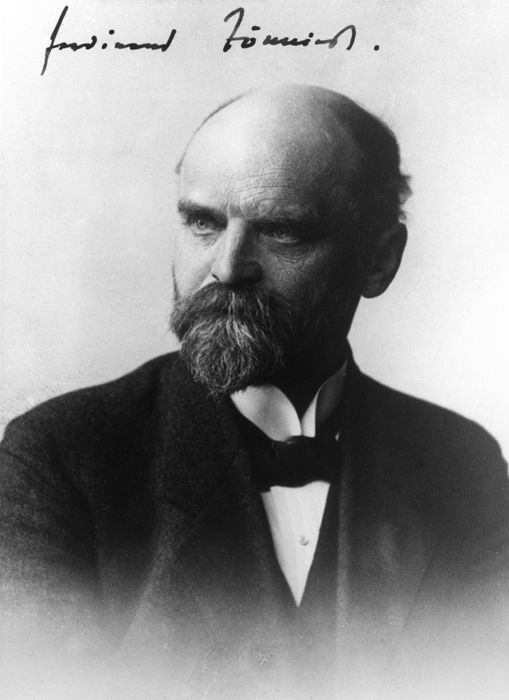
Ferdinand Tönnies, von 1909 bis 1933 Präsident der Deutschen Gesellschaft für Soziologie

In den letzten Jahren des Deutschen Kaiserreichs war die Soziologie noch keine eigenständige Wissenschaft, obwohl an soziologischen Fragen interessierte Wissenschaftler schon 1909 die Deutsche Gesellschaft für Soziologie (DGS) gegründet hatten. Professuren für Soziologie gab es nur in Verbindung mit anderen Fächern. Unter den „Gründervätern“ der deutschen Soziologie waren Professoren für Nationalökonomie (Max Weber), für Wirtschaftliche Staatswissenschaften (Ferdinand Tönnies) und für Philosophie (Georg Simmel). Erst in der Weimarer Republik erlebte die Soziologie als selbständige Disziplin einen „Akademisierungsschub“: Erste Lehrstühle und Institute wurden eingerichtet. In dieser Zeit wurde auch „eine erhebliche kognitive Differenzierung innerhalb des Fachs in Gang“ gesetzt. Intensive Debatten darüber, was denn Soziologie sei, waren die Folge. Helmut Schelsky urteilt über die Soziologie der Weimarer Jahre: „Die Gefahr, der man hier erlag, bestand darin, das Wesen der Soziologie allgemein bestimmen zu wollen, ohne sie gleichzeitig zu treiben; ihren Umfang und ihre Methoden festzulegen, ohne dabei an der Sache und den Gegenständen selbst zu bleiben.“

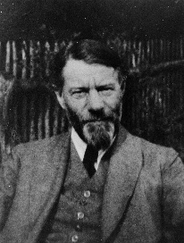
Max Weber, sein Werturteilspostulat prägte die Soziologie der Weimarer Republik

Laut Silke van Dyk und Alexandra Schauer war die Soziologie in der Weimarer Republik bis auf wenige Ausnahmen „durch ein rein formalistisches, a-historisches, von den realen gesellschaftlichen und politischen Ereignissen weitgehend unberührtes Wissenschaftsprogramm geprägt.“ Der auf Max Weber und Werner Sombart zurückgehende Werturteilsparagraph aus der Gründungs-Satzung der DGS, in der ein rein wissenschaftlicher Charakter der Soziologie postuliert und die „Vertretung irgendwelcher praktischen (ethischen, religiösen, politischen, ästhetischen usw.) Ziele“ abgelehnt wurde, war 1924 zwar gestrichen worden, doch die wissenschaftliche Entpolitisierung selbst aktuellster Themen blieb Ziel der einflussreichen DGS-Führung um Ferdinand Tönnies und Leopold von Wiese. Diese Haltung prägte auch die Soziologentage der Weimarer Jahre mit wenigen Ausnahmen.
Der 3. Soziologentag in Jena hatte 1922 das Thema „Das Wesen der Revolution“ und war auf eine sehr abstrakte Kontroverse zwischen Beziehungslehre (von Wiese) und marxistischer Soziologie (Max Adler) zugespitzt, wobei Adler in einer Minderheitsposition blieb. Der 4. Soziologentag in Heidelberg hatte 1924 zwei Schwerpunktthemen: „Soziologie und Sozialpolitik“ sowie „Wissenschaft und Sozialstruktur“. Die Hauptreferenten Ludwig Heyde und Adolf Günther argumentierten auf Basis der Beziehungslehre, Adler vertrat wieder allein eine Gegenposition. Der 5. Soziologentag in Wien stand 1926 unter dem Motto „Das Wesen der Demokratie“, Hauptreferenten waren Hans Kelsen und Tönnies. Bei diesem Kongress spielten, im Gegensatz zu seinen Vorgängern, Beobachtungen der realen politischen Entwicklung eine Rolle, Referate und Diskussionsbeiträge vermittelten einen pessimistischen Eindruck und waren von Demokratieskepsis getragen. Othmar Spann und Sombart präsentierten in ihren Tagungsbeiträgen kulturwissenschaftliche Ansätze. Insgesamt erschien die Wiener Tagung dem DGS-Präsidenten Tönnies nicht werturteilsfrei genug. In seinem Schlusswort monierte er: „Ich möchte, dass akademischer verhandelt würde.“ Der 6. Soziologentag in Zürich hatte 1928 das Thema „Konkurrenz“ und stand ganz im Zeichen des Neuerers Karl Mannheim. Nachdem von Wiese im Hauptreferat „Konkurrenz“ aus der formalsoziologischen Perspektive seiner Beziehungslehre beleuchtet hatte, präsentierte der 35-jährige Mannheim bei der Erörterung des Tagungsthemas Elemente seiner Wissenssoziologie, was ihm viel Lob einbrachte und der Soziologie neue Wege wies. Von denen war schon auf dem 7. Soziologentag 1930 in Berlin nicht mehr die Rede. Der letzte DGS-Kongress vor der Machtübernahme der Nationalsozialisten galt dem Thema „Presse und öffentliche Meinung“, wobei die Beziehungen zwischen Presse und Politik sowie zwischen Presse und Großkapital nur sehr allgemein und einmal mehr unter Rückgriff auf die Beziehungslehre diskutiert wurden.
Der 8. Soziologentag war seit 1931 in Planung, er sollte 1933 mit dem Hauptthema „Bürokratie“ in Kiel stattfinden. Tönnies und sein geschäftsführender Schriftführer von Wiese ließen sich durch die im Januar 1933 erfolgte radikale Veränderung der politischen Verhältnisse nicht von ihrem Vorhaben abbringen und gaben das Programm für den Soziologentag vom 20. bis 22. April in Druck. Wegen zahlreicher Absagen und Vertagungswünsche fand der Kongress jedoch nicht statt. Die in diesen Kongress-Planungen aufscheinende Ignoranz gegenüber den politischen Umwälzungen war, so van Dyk und Schauer, „seinerzeit nicht nur für den DGS-Vorstand kennzeichnend, sondern für die ganze institutionalisierte Soziologie. Im hohen Grade formalistisch und mit hohem Abstraktionsgrad argumentierend beschäftigte sich Anfang der 1930er Jahre kaum ein deutscher Soziologe mit der Wirtschaftskrise, der rasant wachsenden Arbeitslosigkeit oder dem aufkommenden Faschismus.“ Wolf Lepenies urteilt über die deutschen Soziologen der Zwischenkriegszeit: „In schmerzende Selbstbewußtheit verstrickt, sprachen sie mehr über sich selbst als über die deutsche Gesellschaft ihrer Zeit und die wahrhaft dramatischen Wandlungen, die diese durchlief.“ Sven Papcke merkt an, dass die Bedrohung durch den Nationalsozialismus allenfalls von Außenseitern und Nachwuchskräften des Faches zum Ausdruck gebracht wurde. Die Soziologie insgesamt habe „in der Zwischenkriegszeit an dieser Bewegung vorbeigeforscht, bis sie von ihr vereinnahmt und ‚gesäubert‘ wurde (…)“

## Entlassungen, Verfolgung und Emigration
Bald nach der Machtübernahme durch die Nationalsozialisten 1933 wurden zahlreiche Soziologen auf Grundlage des Gesetzes zur Wiederherstellung des Berufsbeamtentums aus dem Hochschuldienst entlassen. Darauf folgte die erste Welle der Emigration von Sozialwissenschaftlern, 1938 erhöhte sich die Zahl der Emigranten zu einer zweiten Welle, bedingt durch die Eingliederung Österreichs in das Deutsche Reich, die Besetzung der Tschechoslowakei und die Verschärfung der Judenverfolgung in Deutschland. M. Rainer Lepsius schätzt, „daß etwa zwei Drittel der haupt- und nebenamtlichen Lehrer der Soziologie bis zum Jahre 1938 durch die Folgen der Machtergreifung aus den Hochschulen vertrieben wurden und daß darüberhinaus auch die Mehrzahl der damals als ‚wissenschaftlicher Nachwuchs‘ zu betrachtenden jüngeren Soziologen das Land verließen“. René König befindet zum qualitativen und quantitativen Ausmaß der sozialwissenschaftlichen Emigration: „(…) man kann nach den bekannten Namen, die man in der Emigration antrifft, ohne weiteres darauf schließen, dass es leichter ist, die Zurückgebliebenen zu zählen als die Emigranten.“
Dabei waren es nicht speziell Soziologen, die als Vertreter einer unerwünschten akademischen Fachdisziplin verfolgt und vertrieben wurden, „sondern rassisch und politisch diskriminierte Personengruppen, doch dies traf eben die Sozialwissenschaften besonders stark und insoweit nicht zufällig, als die Sozialwissenschaften Erkenntnisprogramme verfolgten, die Intellektuelle aus bestimmten soziokulturellen Milieus anzogen. Betrachtet man die Emigration nicht nach dem mit ihr verbundenen Verlust an personellem Potential, sondern nach den mit ihr verbundenen Folgen für den Wissenschaftscharakter der in Deutschland verbliebenen Soziologie, so ergibt sich ein systematischer Effekt: der Ausschluß bestimmter Wissenschaftstraditionen aus der Soziologie.“ Dies erfolgte zugunsten des Historismus, Holismus, Idealismus, Voluntarismus und Sozialdarwinismus. Die sozialwissenschaftliche Emigration bedeutete somit nicht nur eine personelle Schwächung, sondern auch den Verlust von spezifischen sozialwissenschaftlichen Paradigmen. Die Emigranten waren auch die Verwalter der Theorietraditionen von Max Weber, Georg Simmel, der Wissenssoziologie und Ideologiekritik. Das makrosoziologische Erbe von Karl Marx wurde tabuisiert.
Zu den bekanntesten Emigranten zählten: Theodor W. Adorno, Arnold Bergstraesser, Norbert Elias, Ernst Hugo Fischer, Theodor Geiger, Hans Gerth, Rudolf Heberle, Max Horkheimer, Marie Jahoda, Erich von Kahler, Leo Kofler, René König, Siegfried Kracauer, Paul Felix Lazarsfeld, Emil Lederer, Karl Mannheim, Herbert Marcuse, Franz Oppenheimer, Helmuth Plessner, Friedrich Pollock, Karl Popper, Albert Salomon, Alfred Schütz, Alfred Sohn-Rethel, Hans Speier, Karl August Wittfogel.
Manche der letztlich Emigrierten hatten sich zuvor dem Regime angedient oder zumindest Ergebenheitsadressen abgegeben. So fand Karl Mannheim 1934 in einem Interview anerkennende Worte für Adolf Hitler: „Wir mögen ihn. Nicht seiner Politik wegen, natürlich nicht, die uns als sehr falsch vorkommt. Aber aufgrund der Tatsache, dass er ein ernsthaft aufrechter Mann ist, der nichts für sich selber sucht, sondern sich mit ganzem Herzen darum bemüht, eine neue Regierung aufzubauen. Er ist tief aufrichtig, aus einem Stück, und wir bewundern seine Rechenschaft und Hingabe.“ Noch im selben Jahr musste er Deutschland verlassen. Rudolf Heberle, der 1938 in die USA ausreiste, hatte den neuen Machthabern 1934 den Vorschlag zur Einrichtung von „soziographischen Beobachtungsstationen in allen deutschen Landschaften“ unterbreitet, da gerade eine autoritäre Regierung über politische Grundhaltungen der Bevölkerung informiert sein müsse. Theodor Geiger hatte noch 1934, dem Jahr seiner Emigration nach Dänemark, die Schrift Erbpflege vorgelegt, in der er rassenhygienische Positionen vertrat und „Fortpflanzungssperren“ für „Ballastexistenzen“ sowie die Einführung eines „Rassenamtes“ forderte. Arnold Bergstraesser, ein Schüler von Max und Alfred Weber, der nach dem Zweiten Weltkrieg zu den Begründern der Politikwissenschaft in Deutschland zählte, zeigte sich an der Universität Heidelberg als begeisterter Anhänger des Nationalsozialismus. Er verfasste Schriften, mit denen er sich dem Regime andiente, warb bei Auslandsbesuchen für den Nationalsozialismus und war der bevorzugte Doktorvater für NS-Studentenfunktionäre wie seinen späteren Assistenten Carl Jantke, den Zeitungswissenschaftler und NS-Funktionär Franz Six und den NS-Propagandisten Fritz Hippler. Im August 1936 wurde Bergstraesser die Venia Legendi entzogen, 1937 emigrierte er in die USA.
Nicht alle, die in der Weimarer Republik soziologisch tätig gewesen waren und ab 1933 als unerwünscht galten, überlebten Verfolgung und Flucht: Walter Benjamin nahm sich in der Nacht vom 26. auf den 27. September 1940 im spanischen Grenzort Portbou das Leben; Franz Eulenburg starb am 28. Dezember 1943 nach Folter in Berliner Gestapo-Haft; Ernst Grünfeld beging am 10. Mai 1938 in Berlin Selbstmord; Rudolf Hilferding starb am 11. Februar 1941 nach Folter im Pariser Gestapo-Gefängnis; Paul Ludwig Landsberg starb am 2. April 1944 im KZ Sachsenhausen; Käthe Leichter wurde am 17. März 1942 in der NS-Tötungsanstalt Bernburg mit Giftgas ermordet.

## Die Deutsche Gesellschaft für Soziologie nach 1933
Die Soziologie hatte vor 1933 noch nicht den vollen Status einer akademischen Disziplin, obwohl Etablierungstendenzen erkennbar waren. Die Deutsche Gesellschaft für Soziologie (DGS) war deshalb noch keine wissenschaftliche Fachgesellschaft im engeren Sinne, sondern eine exklusive Vereinigung von Gelehrten aus unterschiedlichen Fachgebieten (Philosophie, Nationalökonomie, Pädagogik), die sich mit Soziologie beschäftigten. Nur fünf ihrer Mitglieder waren 1932/33 ordentliche Professoren ausschließlich für Soziologie: Theodor Geiger (Technische Hochschule Braunschweig), Hans Freyer (Universität Leipzig), Karl Mannheim (Universität Frankfurt), Andreas Walther (Universität Hamburg) und der emeritierte Ferdinand Tönnies (Universität Kiel). Dazu kamen drei außerordentliche Professoren: Fedor Stepun (Technische Hochschule Dresden), Gottfried Salomon (Universität Frankfurt) und Walter Sulzbach (Universität Frankfurt) sowie vier Honorarprofessoren und sechs Privatdozenten. Zur Zeit der nationalsozialistischen Machtübernahme hatte die DGS 148 ordentliche Mitglieder. Ein Fünftel von ihnen wurde laut Satzung von der Mitgliederversammlung (die meist im Zusammenhang eines Soziologentages stattfand) in den DGS-Rat gewählt. Dieser bestimmte aus seinem Kreis den geschäftsführenden Ausschuss. Dem Ausschuss gehörten Anfang 1933 der immer noch amtierende DGS-Gründungspräsident Ferdinand Tönnies, der geschäftsführende 1. Schriftführer Leopold von Wiese sowie Carl Brinkmann, Hans Lorenz Stoltenberg und Christian Eckert an.

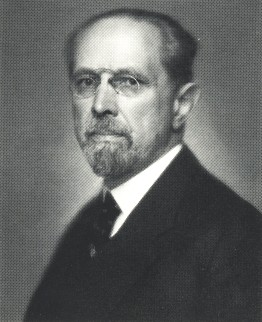
Werner Sombart wurde 1933 kurzfristig zum Präsidenten der Deutschen Gesellschaft für Soziologie gemacht

Nach der Machtübernahme betrieb von Wiese eilfertig eine Verbandspolitik der „Selbstgleichschaltung“, wollte den Mitgliederbestand um ausgewiesene Nationalsozialisten, wie den Jenaer Rassenforscher Hans Friedrich Karl Günther und den Pädagogen Ernst Krieck erhöhen und aus ihren Hochschulämtern entlassene Fachkollegen aus der DGS ausschließen, was auf den entschiedenen Widerstand von Tönnies stieß. In Jena hatte sich inzwischen um Franz Wilhelm Jerusalem und seinen Assistenten Reinhard Höhn eine regimetreue Opposition zur „liberalen“ DGS gebildet, die mit einer Gegengründung drohte und im Januar 1934 einen separaten Soziologentag veranstaltete. Um die Gegengründung zu verhindern, wurde Tönnies satzungswidrig als Präsident abgelöst und von einem Drei-Männer-Gremium, bestehend aus dem Präsidenten Werner Sombart, dem Schriftführer von Wiese und dem Beisitzer Hans Freyer, ersetzt. Dagegen protestierte Tönnies und wurde daraufhin in dieses Gremium kooptiert. Auf einer regulären Mitgliederversammlung im Dezember 1933 in Berlin wurde dann Freyer zum neuen Präsidenten gewählt, der die DGS in den folgenden Jahren stilllegte. In einem Nachruf auf Tönnies wies sich Freyer 1936 letztmals öffentlich als DGS-Präsident aus. 1935 war er nach Ungarn gegangen, wo er bis 1944 das Deutsche Kulturinstitut in Budapest leitete und außerdem als Gastprofessor für deutsche Kulturgeschichte lehrte.
Lepenies notiert zum Verhalten Freyers als DGS-Präsident, es gebe Meinungsverschiedenheiten darüber, „ob es sich dabei um eine raffinierte Rettungsaktion oder um eine besonders perfide Form der politisch-weltanschaulichen Disziplinierung des Faches gehandelt hat.“ In der Fachgeschichtsschreibung stimmen Ralf Dahrendorf, M. Rainer Lepsius und Carsten Klingemann darin überein, dass Freyers Strategie der Stilllegung eine Gleichschaltung der DGS im Sinne Wieses und Sombarts verhinderte. Dahrendorf befand 1965, „es gab einen Hans Freyer, der sich bereit fand, gegen Leopold von Wiese die Deutsche Gesellschaft für Soziologie zu liquidieren …“ Lepsius schrieb 1979: „Das Führerprinzip wirkte in diesem Fall zum Guten, es erlaubte Freyer die formlose Stilllegung der Gesellschaft und die Vermeidung ihrer Kompromittierung durch nationalsozialistische, rassenhygienische und volkspädagogische Aktivitäten.“ Klingemann betont dagegen, die Stilllegung sei frustrierte Folge eines Machtkampfes zwischen den Nationalsozialisten um Höhn und denen, die, wie Freyer, eher rechts-konservative Positionen vertraten, gewesen.

## Das „Treffen der deutschen Soziologen“ in Jena

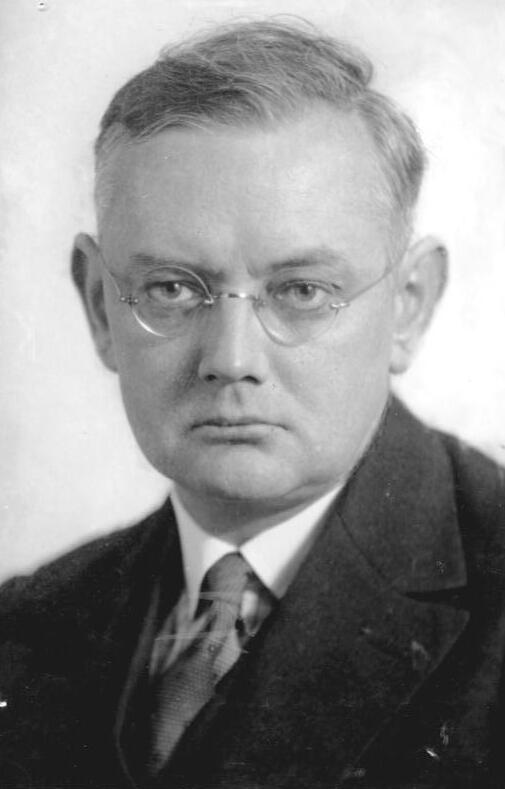
Ernst Krieck leitete das Jenaer Treffen als Obmann des Nationalsozialistischen Amtes für Wissenschaft und Erziehung

Schon im Juni 1933 hatte der Jenaer Soziologieprofessor Franz Wilhelm Jerusalem, der nicht dem Rat der DGS angehörte, in einem Schreiben an den geschäftsführenden DGS-Schriftführer Leopold von Wiese angekündigt, ein Soziologentreffen in Jena zu organisieren, um den neuen politischen Verhältnissen Rechnung zu tragen. Von Wiese reagierte empört, was Jerusalem und besonders seinen Assistenten Reinhard Höhn nicht hinderte, die Planungen für die Veranstaltung voranzutreiben und im November 1933 gemeinsam mit Hans F. K. Günther, Ernst Krieck und Andreas Walther einen Aufruf an die deutschen Soziologen zu veröffentlichen.

„Aufruf: An die deutschen Soziologen! Wenige Wissenschaften haben in der Epoche der deutschen Staats- und Volkswerdung, die mit dem Frühjahr dieses Jahres angebrochen ist, unmittelbar so umfassende und große Aufgaben zu erfüllen wie die Soziologie. Der Aufforderung des Reichskanzlers zur Mitarbeit an alle, die guten Willens sind, darf sich deshalb der deutsche Soziologe nicht entziehen. Das Schicksal des deutschen Volkes und seiner Zukunft liegt auch in seiner Hand. Die Deutsche Gesellschaft für Soziologie, die in erster Linie diese Mitarbeit in die Wege zu leiten hätte und richtungsgebend sein müßte, hat sich versagt … Die Leitung der Gesellschaft lag bisher tatsächlich in der Hand einer Persönlichkeit, die weltanschaulich und wissenschaftlich durch einseitig liberalistische Gedankengänge beherrscht ist; die Zeit, die angebrochen ist, mußte bei ihr auf völlige Verständnislosigkeit stoßen.“

Die Autoren des Aufrufs forderten eine Soziologie, in der die Gemeinschaft im Mittelpunkt steht, und beklagten die herrschende „liberalistische“ Strömung in der Fachwissenschaft, deren Protagonisten besonders Tönnies und von Wiese seien.
Das „Treffen der deutschen Soziologen“ fand am 6. und 7. Januar 1934 in Jena statt. Der knapp zwei Wochen vorher gewählte neue DGS-Präsident Freyer nahm daran ebenso wenig teil wie Tönnies und von Wiese. Auch Walther fehlte. Sein vorgesehener Vortrag „Die neue Idee organischer Gesellschaft“ war ihm aus unbekannten Gründen entzogen worden. Über die Teilnehmer der Tagung gibt es in fachgeschichtlichen Arbeiten unterschiedliche Angaben. Besonders rätselhaft erscheint die (Nicht-)Teilnahme von Erich Rothacker. Entgegen den Angaben von Klingemann zählt Otthein Rammstedt Rothacker nicht zu den in Jena Beteiligten. Silke van Dyk und Alexandra Schauer führen Rothacker in ihrer Aufzählung derjenigen, deren Teilnahme zweifelsfrei feststeht, nicht auf. Rothacker selbst berichtete nach dem Zweiten Weltkrieg in einer eidesstattlichen Erklärung, die er für das Spruchkammerverfahren von Franz Wilhelm Jerusalem verfasst hatte, von seinen Eindrücken beim Soziologentag in Jena. Wahrheitswidrig behauptete er in dieser Erklärung, Jerusalem habe einen Vortrag streng wissenschaftlichen Stils über Rousseau gehalten. Jerusalem wurde daraufhin entnazifiziert.

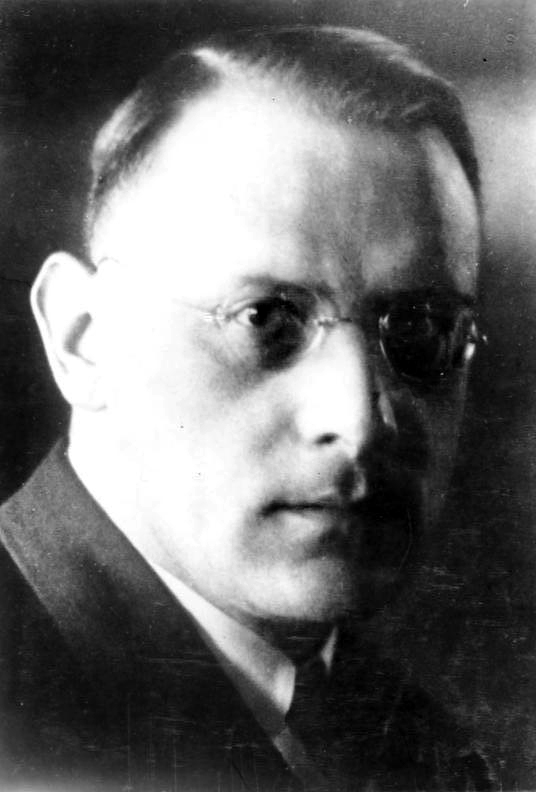
Hans F. K. Günther referierte in Jena über „Soziologie und Rassenforschung“

Tagungsleiter war der Frankfurter Philosophie- und Pädagogikprofessor Krieck, der ausdrücklich darauf hinwies, dass er das Treffen nicht als Privatmann, sondern als Obmann des Nationalsozialistischen Amtes für Wissenschaft und Erziehung im Deutschen Hochschulverband leite. In seiner Begrüßung betonte er, dass die Unterordnung aller noch bestehenden wissenschaftlichen Gesellschaften unter eine einheitliche nationalsozialistische Führung unabdingbar sei. Er hielt vor den geladenen Wissenschaftlern und einer größeren Zahl nationalsozialistischer Politiker auch den ersten Vortrag („Erziehung durch die Volksordnung“). Weitere Vortragende waren Jerusalem („Gemeinschaft als Problem unserer Zeit“), der Pfarrer Alfred Krauskopf („Die gegenwärtigen Probleme der Religionssoziologie“), Günther („Soziologie und Rassenforschung“), Höhn („Die praktischen Aufgaben der Soziologie in der Gegenwart“) und Wilhelm Decker („Die geschichtliche Situation des deutschen Volkes“). Decker, Inspekteur der Landesführerschulen des Arbeitsdienstes, spitzte in seinem Beitrag zu, was in allen Jenaer Vorträgen tendenziell zum Ausdruck gekommen war: die scharfe Abgrenzung von der Soziologie, wie sie bislang betrieben worden sei und die Betonung ihrer künftigen Aufgabe als Mittel und Organ nationalsozialistischer Umerziehung.
Von der Presse wurde im ganzen Deutschen Reich umfangreich und positiv über das Soziologentreffen berichtet, wobei durchgängig eine Unterordnung der Soziologie unter die Idee der „Volksgemeinschaft“ betont wurde. Im Völkischen Beobachter vom 11. Januar 1934 wurde das Treffen als „Markstein in der Geschichte der Wissenschaft“ bezeichnet. Die Frankfurter Zeitung vom 12. Januar 1934 wies der Soziologie die Aufgabe zu, der Praxis des neuen Gemeinschaftslebens einen geistigen Unterbau zu geben, und das in einer Sprache, die im Volk verstanden wird. Dazu bedürfe es neuer, sprachschöpferischer Begriffsbildung. In Geistige Arbeit. Zeitung aus der wissenschaftlichen Welt vom 20. Januar 1934 wurde der Disziplin dagegen eine Anwendungsorientierung abverlangt: Die neue Soziologie solle der Praxis unmittelbar zu Hand gehen. Das Hamburger Fremdenblatt vom 15. Januar 1934 betonte in seiner Berichterstattung die Bedeutung des Rassebegriffs für die Soziologie.
Rückblickend befinden van Dyk und Schauer, dass es 1934 in Jena gelungen sei, die Soziologie als nationalsozialistische Wissenschaft zu verorten, obwohl entgegen vorherigen Ankündigungen auf eine Gegengründung zur DGS verzichtet wurde. Nach dem Jenaer Treffen habe sich die Soziologie als selbstbewusste Disziplin präsentiert, „die weit von der Nischenexistenz einer verachteten Wissenschaft entfernt war.“ Die Mehrheit der Soziologen sei der Auffassung gewesen, ihr Fach werde „zur Leitwissenschaft der neuen Ära avancieren“.

## Bedeutungsverlust der theoretischen Soziologie
Nach der Machtübernahme verbanden theoretisch orientierte Soziologen wie Hans Freyer, Werner Sombart und Othmar Spann ihr Engagement für den Nationalsozialismus mit der Hoffnung, sich als Ideengeber für das Regime etablieren zu können. Auch Soziologen, die während der Weimarer Republik für die soziologische Wissenschaftsgemeinschaft randständig geblieben waren, wie Max Hildebert Boehm, Max Rumpf und Johann Wilhelm Mannhardt, sahen ihre Stunde gekommen.
Im Umkreis der Leipziger Schule der Soziologie wurde an einer genuin „Deutschen Soziologie“ gearbeitet, wofür Freyer mit seiner Schrift Revolution von rechts schon Vorarbeiten geleistet hatte. Beim Soziologentreffen von 1934 in Jena, das in Opposition zur DGS und deren Präsidenten Tönnies stand und von Jerusalem und Höhn organisiert worden war, wurde eine „Völkische Soziologie“ propagiert. Auch Jerusalem hatte mit einer kleinen Schrift den Weg gewiesen. Mit der „Völkischen Soziologie“ oder auch „Volkssoziologie“ stand nicht mehr das als künstlich empfundene Konstrukt Gesellschaft im Mittelpunkt der Betrachtung, „sondern das ‚natürliche‘ und ‚gewachsene‘ Subjekt der Geschichte, das Volk.“
Diesem Theorieansatz war anfangs der Volksspiegel. Zeitschrift für deutsche Soziologie und Volkswissenschaft verpflichtet. Die Zeitschrift erschien ab 1934 und wurde von Boehm, Freyer und Rumpf in Verbindung mit der DGS herausgegeben. Ziel des Volksspiegel war, „die Soziologie in eine umfassende Volkswissenschaft zu überführen, in eine Wissenschaft von der ‚Volksgemeinschaft‘“. Das war den Machthabern nicht eindeutig genug, die Reichsstelle zur Förderung des deutschen Schrifttums stufte die Zeitschrift als nicht unverdächtig und nicht empfehlenswert ein. Ab 1936 fungierte Rumpf, losgelöst von der inzwischen ruhenden DGS, als alleiniger Herausgeber und richtete die Zeitschrift ganz auf Bauernromantik und Großstadtfeindschaft aus. 1938 stellte die Zeitschrift ihr Erscheinen ein.
Der Ideengeber des Austrofaschismus, Othmar Spann, trug seine Theorie des Ständestaats im Mai 1933 während einer Audienz bei Hitler vor, wurde aber brüsk zurückgewiesen, dennoch konnte das Institut für Ständewesen in Düsseldorf die Arbeit aufnehmen. Ab 1936 wurden Spann und seine Anhänger jedoch als Abweichler von der nationalsozialistischen Lehre verfolgt. Leopold von Wiese diente sich 1934 mit seiner Beziehungslehre an. In den Kölner Vierteljahresheften für Soziologie schrieb er: „Je mehr ich diese Weltenwende auf mich wirken lasse, desto mehr ist mir das klar: Jetzt wäre gerade auch in Deutschland die Zeit für eine kraftvoll wirkende realistische Gesellschaftslehre gekommen! Biologie, Erb- und Rassenlehre sowie politische Ethik können es nicht allein machen; ein sehr großer, der größte Teil der von der praktischen Entwicklung aufgeworfenen Fragen gehört der Soziologie an.“
Alle Versuche, sich dem Regime auf diese Weise nützlich zu machen, scheiterten. Die theoretische Soziologie verlor an Bedeutung und kam zum Stillstand. Doch begünstigte der Nationalsozialismus die Entwicklung der Soziologie als empirische Wissenschaft. Carsten Klingemann deutet dies als ein Indiz dafür, dass mit dem Dritten Reich das deutsche Mandarinentum, wie es Fritz K. Ringer beschrieben hatte, beendet war. Es bestand kein Bedarf mehr an Gelehrten, die die geistigen Maßstäbe der Nation formulierten. An ihre Stelle traten Experten mit Spezialwissen, das auch den nationalsozialistischen Machthabern nutzen konnte.
Klingemann betont: „Die moderne empirische Soziologie war im Nationalsozialismus keine völkische, wiewohl sie von völkischen Vorgaben ausging. Nur sollte man weltanschauliche Phraseologie und konkrete soziologische Expertise nicht gleichsetzen.“

## Soziologisches Expertenwissen im Dienst der NS-Politik
In einem Regime, das auf der Planbarkeit fast aller relevanten Bereiche des sozialen Zusammenlebens basierte, boten sich laut van Dyk und Schauer zahlreiche Betätigungsmöglichkeiten für solche Wissenschaftler, „die technokratisch nach den Stabilitätsbedingungen gesellschaftlicher Ordnung fragten. So entstand neben den bereits bestehenden Universitätsinstituten eine Reihe staatlich geförderter, außeruniversitärer Forschungsstellen, die sich mit Fragen der Sozialstruktur, der Raumplanung und der Bevölkerungsentwicklung beschäftigten.“ Diese starke Förderung empirischer Forschungsarbeiten im Nationalsozialismus habe eine umfassende Professionalisierung und Institutionalisierung der Soziologie als empirische Wissenschaft eingeleitet. Klingemann nennt die Raumforschung als ein Beispiel für die systematisch herbeigeführte Interdependenz von außeruniversitärer Professionalisierung und akademischer Institutionalisierung: im Juni 1935 wurde die staatliche Reichsstelle für Raumordnung (RfR), im Dezember 1935 die universitäre Reichsarbeitsgemeinschaft für Raumforschung (RAG) gegründet. In den Führungsgremien und Publikationsorganen der Raumforschung waren Soziologen vertreten: Friedrich Bülow, Erika Fischer, Leo Hilberath u. a. Die Reichsarbeitsgemeinschaft koordinierte schließlich 51 Hochschularbeitsgemeinschaften für Raumforschung und setzte reichsweit verbindliche Forschungsprogramme um, an denen Soziologen in großer Zahl maßgeblich mitarbeiteten. Carl Brinkmann, Hans Freyer, Willy Gierlichs, Walter Hildebrandt, Hans Linde, Herbert Morgen, Karl Heinz Pfeffer, Heinz Sauermann, Carl Jantke, Karl Seiler, Max Ernst zu Solms-Rödelheim, Georg Weippert, Eduard Willeke und Gerhard Wurzbacher u. a. gehörten zu diesem größeren Kreis von Soziologen, die innerhalb der Raum- und Agrarforschung empirisch arbeiteten. Soziologen und Sozialwissenschaftler übernahmen auch Leitungsfunktionen in einzelnen Hochschularbeitsgemeinschaften (Friedrich Bülow, Karl Valentin Müller, Gerhard Mackenroth, Heinz Sauermann, Hans Weigmann u. a.).
Klingemann stellt zudem dar, wie sozialwissenschaftliches Expertenwissen geheimdienstlich genutzt wurde, und belegt, dass professionelle Soziologen
- für das nationalsozialistische Auswärtige Amt tätig waren (zum Beispiel Ernst Wilhelm Eschmann: Beratung des deutschen Botschafters in Paris, Zuarbeit für den Sicherheitsdienst des Reichsführers SS),
- für das Reichsministerium für Bewaffnung und Munition (Richard Thurnwald: Berater für den Arbeitseinsatz ausländischer Arbeiter),
- für das Reichsministerium für die besetzten Ostgebiete (zum Beispiel: Kurt Stegmann von Pritzwald: Leiter „Sonderreferat Wissenschaft und Kultur“),
- für das Reichsministerium für Volksaufklärung und Propaganda (zum Beispiel: Erich Rothacker: kurzzeitig Leiter der Abteilung Volksbildung),
- für die Wehrmacht (zum Beispiel: Arnold Gehlen: Kriegsverwaltungsrat, „Psychologische Prüfstelle des Heeres“ in Prag; Karl Valentin Müller: Heerespsychologe),
- für den Reichsnährstand (zum Beispiel: Hans Linde: Sachbearbeiter im Stabsamt des Reichsbauernführers),
- für die Deutsche Arbeitsfront (zum Beispiel: Wilhelm Brepohl, Gutachter für das Arbeitswissenschaftliche Institut der Deutschen Arbeitsfront und Leiter der Forschungsstelle für das Volkstum im Ruhrgebiet),
- sowie für die Akademie für Deutsches Recht (zum Beispiel: Carl August Emge, stellvertretender Präsident und wissenschaftlicher Leiter).[63]

### „Ausmerzende Soziologie“ in Hamburg
Schon sehr früh nach der nationalsozialistischen Machtübernahme wandte der Lehrstuhlinhaber für Soziologie, Andreas Walther, die von ihm aus den USA importierten Methoden der Chicagoer Schule auf die Stadtsoziologie von Hamburg an. Dabei war er außerdem vom französischen Positivismus und der Soziologie Émile Durkheims inspiriert. Zudem speiste sich Walthers Denkstil, wie der vieler Wissenschaftler, die dem Regime zu Diensten waren, aus der Sozial- und Rassehygiene einerseits sowie aus der Tradition organizistischer Sozialtheorien andererseits.
Walther hatte bereits in den 1920er-Jahren einen „Sozialatlas“ geplant und war bei den Hamburger Behörden auf reges Interesse gestoßen, denn in der Hansestadt gab es viele soziale Brennpunkte. Aber erst nach der nationalsozialistischen Machtübernahme wurde das Vorhaben entsprechend finanziert. 1934/35 erarbeitete Walther eine Sozialkartographie Hamburger Slumgebiete zur Vorbereitung sozialhygienischer Flächensanierungen, die großzügig von der Notgemeinschaft der deutschen Wissenschaft gefördert wurde. In einer Darstellung seines stadtsoziologischen Ansatzes schrieb Walther, dass jede echte Sanierung einer Vorbereitung durch soziologische Untersuchungen bedürfe. Vor Abriss- und Neubaumaßnahmen sei zu bestimmen, wie mit den einzelnen Menschen zu verfahren sei: „[D]ie trotz asozialer Umwelt gesund gebliebenen, also gegen großstädtische Verderbung in besonderem Maß Immunen, fördern zu erfolgreicherem Fortkommen in der Stadt; die für Rand- und ländliche Siedlungen geeigneten, die ebenfalls nicht fehlen, zum Ziel ihrer Wünsche führen; die nur Angesteckten in gesunde Lebenskreise verpflanzen; die nicht Besserungsfähigen unter Kontrolle nehmen; das Erbgut der biologische hoffnungslos Defekten ausmerzen.“
Rückblickend wird Walthers Stadtsoziologie als „ausmerzende Soziologie“ bezeichnet. Andreas Schneider befindet, „dass es sich bei Andreas Walther zweifelsohne um das Musterbeispiel eines Sozialingenieurs handelt, dessen wissenschaftliche Expertise die destruktive Kraft des NS-Regimes unterstützt hat.“

### Das Soziographische Institut an der Universität Frankfurt
Das Soziographische Institut an der Johann Wolfgang Goethe-Universität Frankfurt am Main wurde im Frühjahr 1943 gegründet. Die Institutsgründung war „das unmittelbare Resultat nationalsozialistischer Großplanungen auf der Grundlage militärischer Eroberungen, die die brutale Beseitigung bestimmter Bevölkerungsgruppen und die Schaffung neuer Sozialstrukturen nach soziologisch-ökonomischen Rentablitätskriterien zum Ziel hatten.“ Institutsleiter war Ludwig Neundörfer; er blieb es auch nach 1945.
Neundörfer war, wie Andreas Walther, einer der wenigen Soziologen, die schon in der Weimarer Republik empirische Sozialforschung betrieben hatten und damit eher Außenseiter ihrer Zunft gewesen waren. Er vertrat eine ähnliche Konzeption wie Marie Jahoda und Paul Lazarsfeld in Österreich mit ihrer berühmten Studie Die Arbeitslosen von Marienthal. Sein Erhebungsverfahren wollte er auf dem 8. Soziologentag präsentieren, der dann ausfiel. Nach der nationalsozialistischen Machtübernahme wurde Neundörfer Dezernent für Stadtplanung in Heidelberg, ab 1937 war er zugleich Bezirksplaner für Nordbaden und von 1939 bis Ende 1940 Bezirksplaner und stellvertretender Landesplaner beim Reichsstatthalter Baden. Ab 1941 arbeitete er an einer Denkschrift für den Reichsführer SS, Heinrich Himmler, in der er das Siedleraufkommen für neue Räume im Osten beschrieb. 1942 beantragte Neudörfer die Errichtung des Soziographischen Instituts, was vom Reichswissenschaftsministerium umgehend genehmigt wurde. Neben dem Frankfurter Institut standen Neundörfer für sein Hauptprojekt, die Erstellung eines „Reichsgutachtens“ über die Lebensgrundlagen der landwirtschaftlichen Bevölkerung, „Arbeitsstellen Bestandspläne“ in Berlin, Wien und Frankfurt am Main zur Verfügung, die dem Reichsnährstand unterstellt waren.
Dass es Neundörfer bei diesem Großprojekt nicht um pure Statistik, sondern auch um die Erzeugung von Idealtypen im Sinne Max Webers (der ungenannt bleibt) ging, verdeutlichte er 1943 in einem Arbeitsbericht: Es werde versucht, „von sehr breiten und ins Einzelne gehenden Grundlagen durch immer neue Vereinfachung zum Wesentlichen zu kommen, so den Kräften nachzuspüren, die in den einzelnen Landschaften lebendig sind, aber auch Krankheitsanzeichen aufzuweisen, die die Volksführung nicht unbeachtet lassen darf.“ Illustriert wurde die Darstellung, ähnlich wie in Walthers Großstadt-Studie, durch viel Kartenmaterial.
Neben dem Großprojekt und der Weiterarbeit an der Denkschrift für Himmler war das Institut mit Wiederaufbauplänen für einige lothringische Landstädte, Planung von Arbeiterwohngemeinden in Schlesien und im Auftrag des Gauleiters mit einem „Nachwuchsplan für die landwirtschaftliche Bevölkerung Gau Hessen-Nassau“ befasst. Ab 1944 wandten sich die obersten Planungsbehörden angesichts militärischer Niederlagen langsam vom „neuen Ostgebiet“ dem „Altreich“ zu. Entsprechend änderten sich die Aufträge für das Soziographische Institut in Richtung Wiederaufbauplanung. Dabei blieb es auch nach Ende des Dritten Reiches. Neundörfer konnte bruchlos weitermachen und erhielt Aufträge von der amerikanischen Militärregierung, später von der Bundesregierung. Neundörfer stand dem Institut bis zu seinem Tode 1975 vor. Dann wurde es aufgelöst.

### Das Institut für Grenz- und Auslandstudien in Berlin
Das Institut für Grenz- und Auslandsstudien wurde 1926 von Max Hildebert Boehm in Berlin gegründet und war Nachfolgeeinrichtung der vorher von ihm geleiteten Arbeitsstelle für Nationalitäten- und Stammesprobleme am Politischen Kolleg. Es war somit eine der vielen Organisationen der „Deutschtumsarbeit“ und stand im Zeichen nationalsozialistischer Agitation. In den Anfangsjahren war Kleo Pleyer Boehms Assistent am Institut, ihm folgte in dieser Position Hermann Raschhofer. Während das Institut bis 1933 unter finanziellen Schwierigkeiten betrieben wurde, erschlossen sich erhebliche finanzielle und personelle Ressourcen, als verschiedene nationalsozialistische Institutionen es mit Aufträgen versorgten, die für ihre ethnopolitischen Ziele nutzbar waren.
Boehm erhielt noch 1933 eine Professur für Volkstheorie und Volkstumssoziologie an der Universität Jena und einen Lehrauftrag für Nationalitätenkunde an der Friedrich-Wilhelms-Universität, der heutigen Humboldt-Universität zu Berlin. Die dadurch entstandene finanzielle Absicherung ermöglichte ihm, seinen langjährigen Weggefährten Karl Christian von Loesch als stellvertretenden Leiter ins Institut zu holen. Auch Loesch war vorher am Politischen Kolleg tätig gewesen. Trotzdem blieben in den ersten Jahren der nationalsozialistischen Herrschaft die Institutsmittel knapp. Das änderte sich erst mit Kriegsbeginn, als nicht mehr die theoretisch-propagandistische Behandlung volkstumspolitischer Probleme im Vordergrund der Institutsarbeiten stand. Nun war die Erarbeitung von Materialien, die im Rahmen der deutschen Expansions- und Okkupationspolitik praktisch verwertbar waren, gefragt. Das Institut expandierte. Hatte es vor 1940 neben den beiden Leitern nur drei Mitarbeiter beschäftigt, waren es 1943 schon 26, davon sechs Wissenschaftler.
Das Institut wurde mit planungsrelevanter Ostforschung befasst, bei der es um gigantische Siedlungsprojekte in den eroberten Gebieten des Ostens ging, wo komplett synthetische Sozial- und Gesellschaftsstrukturen geschaffen werden sollten. Neben der Planung der Umsiedlung deutscher Minderheiten, oft gegen deren Willen, wurden auch Überlegungen darüber angestellt, wie mit den Mehrheiten der „Fremdvölkischen“ in eingegliederten oder besetzten Gebieten umzugehen sei. Als Hans Frank Generalgouverneur des sogenannten Rest-Polens geworden war, wurde das Institut an der Erarbeitung der „Polenpolitik“ beteiligt. Hierbei vertrat Boehm die Minderheitenauffassung, dass die Polen, die nach der Ermordung der polnischen Juden, der polnischen Führungsschichten und der politischen „Reichsfeinde“ sowie nach der Rekrutierung eines ständigen Heeres von Arbeitssklaven für das „Altreich“ verbleiben würden, zu assimilieren seien, und argumentierte, auch Thüringer seien Slawen. Nur durch Assimilation sei die dauerhafte Beherrschung der besetzten, angeschlossenen Gebiete möglich. Es würden immerhin Millionen von Menschen in den Industriezentren gebraucht. Diese Strategie konnte sich nicht durchsetzen.
Das Institut für Grenz- und Auslandstudien arbeitete bis zum Kriegsende dem Reichsinnenministerium, dem Auswärtigen Amt, dem Propagandaministerium und dem Ostministerium zu, außerdem dem Auslandsnachrichtendienst, dem Reichsführer SS und der Polizei. Am 1. Dezember 1944 war Boehm auf Einladung Otto Ohlendorfs Hauptreferent einer „Arbeitsbesprechung des Reichswirtschaftsministeriums über soziologischen Fragen und Aufgaben“.
Im Oktober 1945 wurde Boehm aus dem Öffentlichen Dienst entlassen. Er zog von der Sowjetischen Besatzungszone in die Britische Zone, konnte sich akademisch aber nicht wieder etablieren. 1951 gründete er die später staatlich geförderte „Nordostdeutsche Akademie“ in Lüneburg. Sie wurde später in „Ostdeutsche Akademie“ beziehungsweise „Ost-Akademie“ umbenannt.

### Die Forschungsstelle für das Volkstum im Ruhrgebiet
Die Darstellung der vergleichsweise kleinen Forschungsstelle für das Volkstum im Ruhrgebiet ist eine besondere im Hinblick auf die Kontinuitäten zwischen der Sozialforschung im Nationalsozialismus und der westdeutschen Nachkriegssoziologie. Die Forschungsstelle wurde 1946 in die Sozialforschungsstelle an der Universität Münster in Dortmund überführt. Obwohl es sich nominell um eine volkskundliche Einrichtung handelte, führen van Dyk und Schauer sie als Beispiel für solche Kontinuität an, Weyer ebenfalls.
Die Forschungsstelle wurde am 2. April 1935 bei einem Treffen von Volkskundlern im Provinzialinstitut für westfälische Landes- und Volkskunde gegründet und wurde verwaltungsmäßig zunächst ihrer Volkskundlichen Kommission für Westfalen angegliedert. Ab 1938 unterstand die Forschungsstelle dann direkt dem Provinzialinstitut. Wissenschaftlicher Geschäftsführer wurde ihr Initiator Wilhelm Brepohl. Beforscht wurde die sogenannte „Industrievolkskunde“. Besonders die nationale Zusammensetzung der Ruhrgebietsbevölkerung, die Herkunft zugewanderter Bevölkerungsgruppen und die Probleme ihrer Eingliederungs- und Anpassungsfähigkeit standen im Zentrum der Analysen. Brepohl beschrieb das Programm wie folgt: „Gegenstand der wissenschaftlichen Tätigkeit der Forschungsstelle ist der Mensch des Ruhrgebiets in seiner durch Rasse, Volkszugehörigkeit und Beruf bedingten Eigenart.“ Es seien Ergebnisse hervorzubringen, „die Aufschluß geben über die soziologische Struktur des Ruhrgebiets, seine Stände, seine Berufskategorien usw. mit dem Ziel, zu der Erkenntnis zu gelangen, dass für jede Arbeit industrieller Art nur eine bestimmte Menschenart produktiv verwendbar ist.“
Die Forschungsstelle kooperierte eng mit dem Rassenpolitischen Amt der NSDAP und anderen Einrichtungen der nationalsozialistischen Administration. Brepohls Denkschrift über den „Typus Polack“ als minderwertigen Bewohner des Ruhrgebietes entstand auf Anfrage des Arbeitswissenschaftlichen Instituts der Deutschen Arbeitsfront.
Die an der Forschungsstelle gewonnenen Erkenntnisse nutzte Brepohl für seine Nachkriegsarbeiten. 1948 erschien sein Buch über den Aufbau des Ruhrvolks im Zuge der Ost-West-Wanderung. Es trug laut Otto Neuloh maßgeblich dazu bei, die Sozialforschungsstelle in Dortmund auf eine etwas stabilere Grundlage zu stellen.

### „Meldungen aus dem Reich“

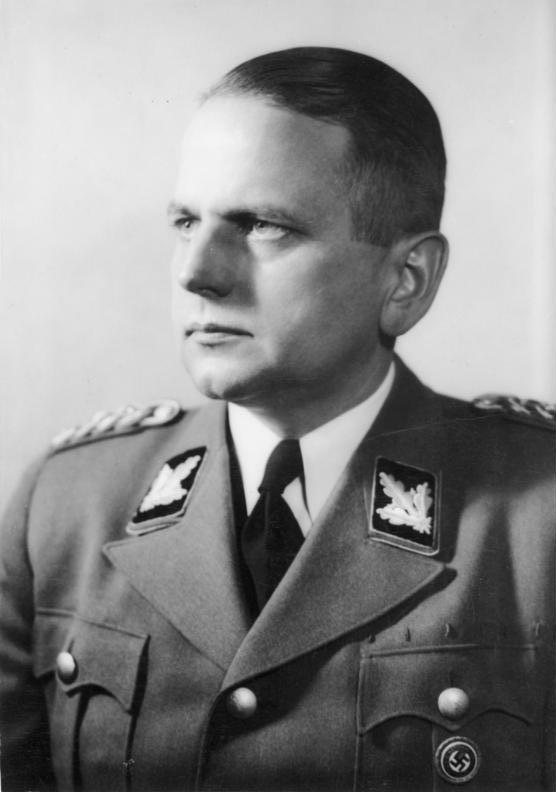
Otto Ohlendorf in der Uniform eines SS-Brigadeführers im Jahr 1943

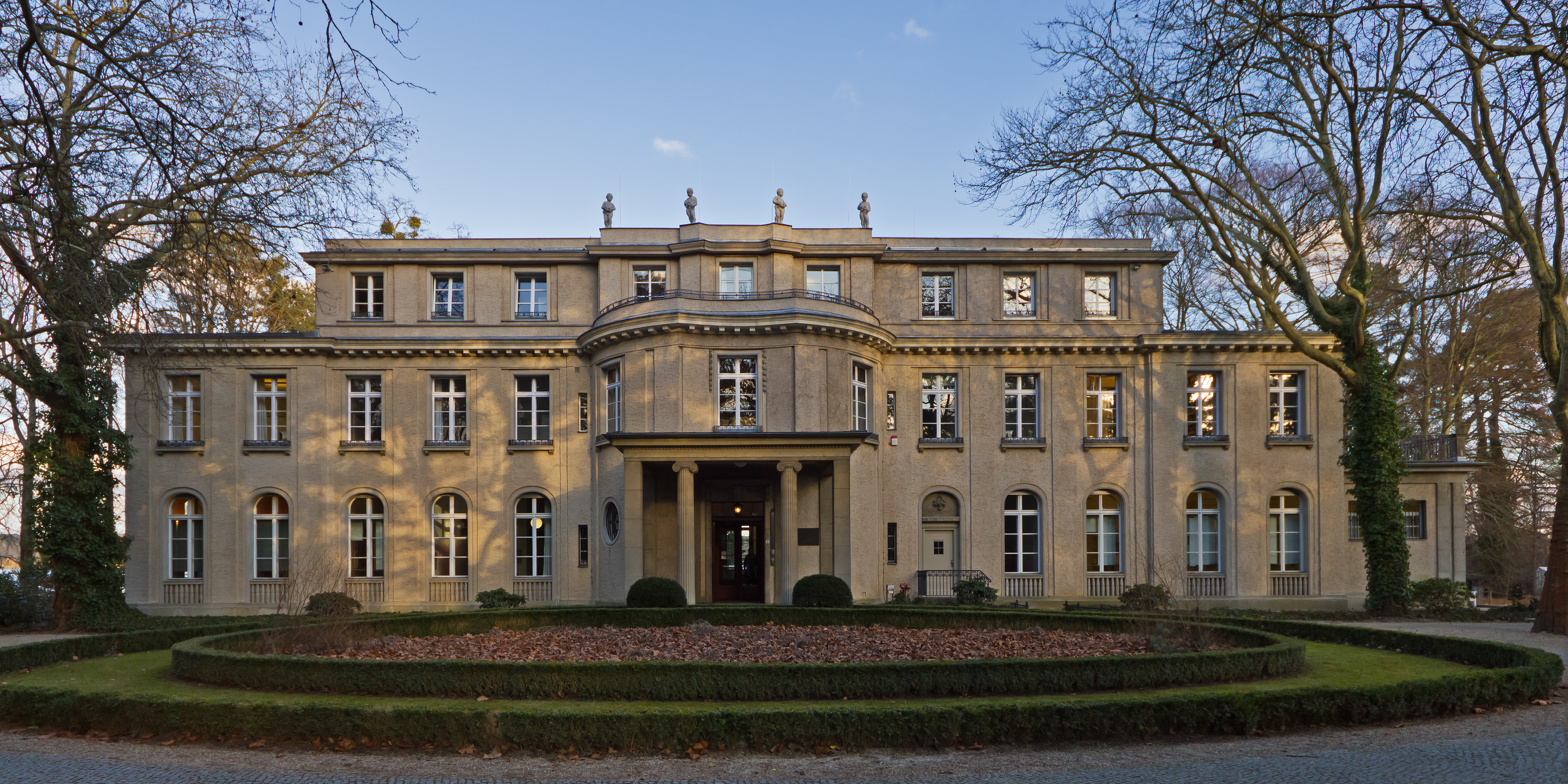
Berliner Gästehaus der SS, hier fand im Dezember 1944 das letzte Arbeitstreffen von Soziologen statt, die sich in den Dienst des Nationalsozialismus gestellt hatten.

Das, was Rudolf Heberle vier Jahre vor seiner Emigration in Ableitung einer Idee seines Schwiegervaters Tönnies („Soziologische Observatorien“) den Machthabern als „soziographische Beobachtungsstationen in allen deutschen Landschaften“ vorgeschlagen hatte, wurde als „Lebensgebietforschung und -berichterstattung“ ab 1939 von Höhn und später Otto Ohlendorf für das Reichssicherheitshauptamt betrieben. Die geheimen Ergebnisse wurden anfangs als „Berichte zur innenpolitischen Lage“ und dann als „Meldungen aus dem Reich“ an ausgewählte NS-Spitzenfunktionäre weitergeleitet. Diese „Lebensgebietberichterstattung“ wurde rückblickend als „Meinungsforschungsinstitut der Diktatur“ (Jürgen Friedrichs) oder „Gallup-Poll in nationalsozialistischer Version“ (Heinz Höhne) bezeichnet. Die letzten Berichte erschienen im Sommer 1944. Dann brachte Martin Bormann das Projekt zum Erliegen, weil ihm die Angaben zu pessimistisch geworden waren. Er bezeichnete die Meldungen als „Sprachrohr des Defätismus“.
Ohlendorf, der 1941/1942 die Einsatzgruppe D der Sicherheitspolizei und des SD befehligt hatte, die in der Südukraine und im Kaukasus 90.000 Juden, Sinti und Roma sowie Führungskader der Kommunistischen Partei der Sowjetunion ermordete, war 1943 stellvertretender Staatssekretär im Reichswirtschaftsministerium geworden. Auch nach Einstellung der „Lebensgebietberichterstattung“ hielt er Kontakt zu Soziologen. Im Dezember 1944 lud er zu einer „Arbeitsbesprechung des Reichswirtschaftsministeriums über soziologischen Fragen und Aufgaben“ nach Berlin ein, die sich unter anderem mit den Planungen für die Wirtschaft nach dem Krieg beschäftigte. Das Treffen fand im Gästehaus der SS statt, in dem auch die berüchtigte Wannseekonferenz stattgefunden hatte. Von den 15 Teilnehmern der Besprechung wurden nach 1945 fünf als Sozialwissenschaftler in der Bundesrepublik tätig: Max Hildebert Boehm (der das Hauptreferat hielt), Horst Jecht, Karl Valentin Müller, Karl Heinz Pfeffer und Franz Ronneberger. Ohlendorf wurde 1948 im Einsatzgruppen-Prozess zum Tode verurteilt und 1951 hingerichtet.

## Soziologen im Dritten Reich und nach 1945
Klingemann geht davon aus, dass „die Zahl der in der Bundesrepublik tätigen ehemaligen Reichssoziologen und der von diesen vor 1945 ausgebildeten Nachwuchssoziologen bei über 120 Professionellen liegt.“ Viele der Soziologieprofessoren aus dem Dritten Reich wurden, so es ihr Alter erlaubte, auf Lehrstühle bundesrepublikanischer Hochschulen berufen oder konnten, wie Max Hildebert Boehm und Reinhard Höhn, staatlich geförderte Forschungsinstitute außerhalb von Universitäten gründen. Eine der Ausnahmen war der bereits emeritierte Andreas Walther, den die britischen Alliierten 1945 all seiner akademischen Rechte enthoben.
Auch solche Wissenschaftler, die ihre akademische Lehrbefugnis im Nationalsozialismus nicht ausdrücklich für das Fach Soziologie erworben hatten, gelangten in der Bundesrepublik an Soziologieprofessuren, wie beispielsweise Eugen Lemberg. Dieser hatte sich 1937 an der Deutschen Universität Prag habilitiert und war dort 1942 zum Dozenten für „Gesellschafts- und Volkswissenschaft“ ernannt worden. 1957 wurde er Professor für Soziologie des Bildungswesens an der Hochschule für Internationale Pädagogische Forschung (HIPF) in Frankfurt am Main, dem späteren Deutschen Institut für Internationale Pädagogische Forschung.
Alle zwischen 1933 und 1945 in der Soziologie Habilitierten wirkten nach 1945 an deutschen Universitäten. Nachwuchswissenschaftler aus der Zeit des Dritten Reichs, wie besonders Helmut Schelsky, aber auch Elisabeth Noelle-Neumann und Elisabeth Pfeil, machten in der Bundesrepublik Karriere. Manche benutzten den Umweg über die Sozialforschungsstelle an der Universität Münster in Dortmund. Der dort einflussreiche Schelsky sorgte auch dafür, dass sein Lehrer Hans Freyer an der Universität Münster als Emeritus weiter lehren konnte. Aus der Emigration zurückgekehrte Fachwissenschaftler hatten es weniger leicht, was der davon selbst betroffene Alphons Silbermann bitter kommentierte: „Diejenigen Vertreter der Soziologie, die, opportunistisch handelnd, bereit waren, ihre Wissenschaft zu prostituieren“ konnten „nach dem Zusammenbruch der Hitler-Herrschaft deren ideologisches Gedankengut nach Gutdünken weitertragen.“
Auch Franz Ronneberger, ehemals SS-Untersturmführer, erhielt im Nachkriegsdeutschland einen Lehrstuhl für Soziologie in Bielefeld, später einen Lehrstuhl für Kommunikationswissenschaften in Erlangen-Nürnberg, jener Fakultät, an der einst Karl Valentin Müller lehrte. Ronneberger wurde 1993 für seine Leistungen im Studiengang Journalistik zum Ehrensenator der Katholischen Universität Eichstätt berufen.
Richard Korherr, Verfasser des Korherr-Berichtes zur „Endlösung der Judenfrage“, ehemals leitender wissenschaftlicher Mitarbeiter und Vertrauter des „Reichsführers SS“ Heinrich Himmler, hatte vom Wintersemester 1959/60 bis Sommersemester 1962 einen Lehrauftrag für Methoden der empirischen Sozialforschung und Demografie an der Hochschule für Wirtschafts- und Sozialwissenschaften Nürnberg an Müllers Lehrstuhl inne.

### Entnazifizierung von Soziologen
Zwischen 1946 und 1947 kam es unter Aufsicht der amerikanischen Militärbehörden zu zahlreichen Entlassungen aus dem Hochschulbetrieb, die meist aber bald wieder aufgehoben wurden. Ab 1948 ließ das Interesse der Amerikaner an einer konsequenten Entnazifizierung spürbar nach. Laut van Dyk und Schauer stand das auch im Zusammenhang mit einem von den Alliierten unterstützten Paradigma-Wechsel der akademischen Soziologie. Um den Bedarf an empirischen Sozialforschern zu decken, wurde auf die in den nationalsozialistischen Forschungsinstituten ausgebildeten Sozialforscher zurückgegriffen. Das habe zahlreichen vorbelasteten Wissenschaftlern eine erfolgreiche Rückkehr in den Lehr- und Forschungsbetrieb ermöglicht. Es eröffnete ihnen zudem die Möglichkeit, „ihre während der NS-Zeit erhobenen Daten vor dem Hintergrund eines wachsenden gesellschaftlichen Bedarfs an Sozialdaten und -technologien neu aufzubereiten.“
Hilfreich für die erfolgreiche Entnazifizierung war auch das gegenseitige Ausstellen von Persilscheinen von Reichssoziologen. So sorgte Erich Rothacker mit einer Stellungnahme für die Entlastung Franz Wilhelm Jerusalems. In einem Brief bat Jerusalem um eine Beschreibung seiner Rolle beim Jenaer Soziologentag von 1934: „Könnten Sie als vage Erinnerung wenigstens von meinem Vortrag über Rousseau sprechen und davon, dass er keine Ausführungen im Sinne des Nationalsozialismus enthielt?“ Außerdem bat er um einen Hinweis darauf, dass die ganze Tagung den Nationalsozialisten unsympathisch gewesen sei. Rothacker kam dem Wunsch in einer wahrheitswidrigen eidesstattlichen Erklärung nach, Jerusalem wurde am 4. April 1949 endgültig entlastet. Seine Rückkehr in den Hochschulbetrieb wurde jedoch von Leopold von Wiese hintertrieben, der Jerusalem für das Ende seines Einflusses in der DGS 1933 mitverantwortlich machte.

### Nachkriegsarbeiten am Brockhaus
Hans Freyer, der letzte DGS-Präsident, kehrte nach 1945 an die Leipziger Universität zurück und lehrte dort Soziologie, bevor er nach Westdeutschland ging. Dort wurde er, wie auch Wilhelm Emil Mühlmann, für den Brockhaus-Verlag in Wiesbaden tätig, wo sie als Autoren an der Erstellung der ersten Nachkriegsausgaben des Kleinen Brockhaus und des Großen Brockhaus beteiligt waren. An den Arbeiten am Großen Brockhaus nahm auch Gunther Ipsen teil.
Der zweibändige kleine Brockhaus (1949/1950) sollte auf Wunsch des Verlages auf dem Allbuch von 1941/1942 (Der Neue Brockhaus in vier Bänden und Atlas) aufbauen, was semantische Umbauarbeiten erforderte. Nicht bei jedem Lemma schien das möglich. Der Bearbeitung von „Vernegerung“ und „Negerfrage“ verweigerte sich Mühlmann. Er teilte der Verlagsleitung mit, er habe alles Einschlägige unter „Neger“ behandelt. Bei anderen Themen war er weniger zurückhaltend. Unter dem Stichwort „Eugenik“ zählt er als ihre praktischen Folgerungen auf: „Ermöglichung der Fortpflanzung gesunder, sozial wertvoller Familien, Überwachung oder Beschränkung der Fortpflanzung von Minderwertigen (Asozialen, Erbkranken), Bekämpfung der die Erbanlagen schädigenden Einflüsse (z. B. Geschlechtskrankheiten, Alkoholismus).“
Freyer, Ipsen und Mühlmann bearbeiteten Tausende von Lemmata für die beiden Brockhaus-Ausgaben, darunter „Antisemitismus“ und „Antifaschismus“ (Freyer), „Rassentheorien, Rassenpolitik, Rassengesetze“ und „Umvolkung“ (Mühlmann), „Asoziale“ und „Die Deutschen“ (Ipsen). Zusammenfassend befindet Klingemann, dass die vielen Beiträge von ehemaligen Reichssoziologen in Nachschlagewerken von hoher Bedeutung für die Popularisierung ihrer wissenschaftlich-weltanschaulichen Positionen und die „subkutane Ausrichtung öffentlicher Diskurse“ gewesen sein dürften.

### Sozialforschungsstelle an der Universität Münster in Dortmund
Die Sozialforschungsstelle an der Universität Münster in Dortmund (SFSD) ist ein herausragendes Beispiel institutioneller Kontinuität nach 1945. Sie war Ergebnis einer Zusammenführung bereits bestehender Forschungseinrichtungen mit zum Teil ausgeprägter NS-Vergangenheit. Der beträchtliche empirische Datenbestand dieser Einrichtungen wurde weitgehend übernommen und diente als Grundlage weiterer Forschungsarbeiten.
Die SFSD entstand 1946 auf Initiative von Otto Neuloh, der auch ihr erster Geschäftsführer war. Das Harkort-Institut der Industrie- und Handelskammer Dortmund sowie die Forschungsstelle für das Volkstum im Ruhrgebiet wurden in die SFSD überführt, mit dem Kaiser-Wilhelm-Institut für Arbeitsphysiologie gab es eine enge Kooperation. Die SFSD war in den 1950er- und 1960er-Jahren die größte Sozialforschungsstelle in der Bundesrepublik, viele Mitglieder der ersten Nachkriegsgeneration westdeutscher Soziologen (wie Hans Paul Bahrdt, Dieter Claessens, Lars Clausen, Urs Jaeggi, Hermann Korte, Niklas Luhmann und Heinrich Popitz) waren zeitweilig dort tätig. Es wurden aber auch 14 Mitarbeiter beschäftigt, die bereits vor 1945 in Deutschland fachwissenschaftlich aktiv gewesen waren: Wilhelm Brepohl, Walter Christaller, Helmuth Croon, Gunther Ipsen, Carl Jantke, Richard Korherr, Hans Linde, Wilhelm Mitze, Dietrich von Oppen, Karl Heinz Pfeffer, Elisabeth Pfeil, Helmut Schelsky, Kurt Utermann und Eduard Willeke. Laut Weyer bestand die Hälfte der leitenden Wissenschaftler der SFSD aus Personen, die ihre wissenschaftliche Reputation im Wesentlichen aus der Zeit des Faschismus bezogen. Für Klaus Ahlheim war die SFSD eine „Waschanlage“ für ehemalige NS-Wissenschaftler, van Dyk/Schauer nennen die SFSD eine „Durchgangsschleuse für nationalsozialistisch belastete Wissenschaftler, die nach einem Weg in den universitären Wissenschaftsbetrieb suchten.“
Besonderen Einfluss an der Sozialforschungsstelle hatten Helmut Schelsky und Gunther Ipsen. Der Freyer-Schüler und ehemalige Assistent Arnold Gehlens, Schelsky, war 1943 als Soziologieprofessor an die Reichsuniversität Straßburg berufen worden, konnte die Stelle aber wegen der Kriegsentwicklung nicht mehr wahrnehmen. Er übernahm 1960 die Leitung der SFSD von Neuloh und war in den Nachkriegsjahrzehnten neben König in Köln und Adorno/Horkheimer in Frankfurt der einflussreichste Soziologe der Bundesrepublik. Ipsen war zehn Jahre an der SFSD der Leiter der Abteilung für „Soziographie und Sozialstatistik“, 1959 erlangte er seinen mit der Schließung der Universität Königsberg untergegangenen Professorenstatus wieder: Die Westfälische Wilhelms-Universität in Münster übernahm ihn als emeritierten Professor zur Wiederverwendung. Im Dritten Reich galt er als „Prototyp des NS-Soziologen“. 1933 hatte er drei einschlägige Schriften vorgelegt: über die Soziologie des deutschen Volkstums, das Landvolk und über das preußische Erbhofrecht mit dem Titel Blut und Boden. Seine folgenden Arbeiten zur Agrarsoziologie während des Nationalsozialismus werden von Klingemann als durchaus wissenschaftliche Schriften bewertet, weshalb er das „Gesetz vom doppelten Ipsen“ formulierte: „Der volkstumpolitische Schwärmer Ipsen unterliegt dem soziologischen Ipsen, wenn es darauf ankommt.“

### Organisatorischer Nachklang: „Der Bürgerkrieg in der Soziologie“
Dass 1946 mit Leopold von Wiese, „ein Wissenschaftler die DGS-Führung übernahm, der – obwohl sicherlich kein aktiver Nazi – sich auf verschiedene Weise dem faschistischen Regime angedient hatte“ erscheint Johannes Weyer „durchaus merkwürdig“, und hatte nach seiner Meinung mit den guten amerikanischen Kontakten Wieses zu tun. Der mit Wiese befreundete Pitirim A. Sorokin schickte diesem ein Empfehlungsschreiben zur Vorlage beim Universitätsoffizier Edward Hartshorne, der von 1936 bis 1941 Sorokins Assistent gewesen war. Dieses Schreiben öffnete Wiese alle amerikanischen Türen. Nach Hartshornes Ermordung am 30. August 1946 wurde Howard P. Becker der für die Soziologie zuständige Universitätsoffizier, ein ehemaliger Schüler Wieses.
Von Wiese nahm viele „Reichssoziologen“ in die DGS auf, mit Ausnahme derer, denen er eine Mitschuld am Verlust seiner Funktion als geschäftsführender Schriftführer der Gesellschaft im Dezember 1933 zuschrieb. Mitglieder der neugegründeten DGS wurden zum Beispiel: Hans Freyer (den von Wiese ohne Beschluss der Mitgliederversammlung aufnahm), Adolf Günther, Karl Valentin Müller und Wilhelm Emil Mühlmann (für die er sich als persönlicher Pate verbürgte), Egon von Eickstedt und Ilse Schwidetzky. Emigrierten Sozialwissenschaftlern wurde dagegen die Vollmitgliedschaft verwehrt. Obwohl von Wiese, wie schon vor 1933, seine Beziehungslehre als die eigentliche Soziologie verstand und bewarb und obwohl er drei anthropologisch-soziologische Konferenzen organisierte und damit an ein Wissenschaftsverständnis aus der Zeit des Nationalsozialismus anknüpfte, regte sich bald Widerstand gegen die angeblich von ihm betriebene Amerikanisierung der DGS, die sich der International Sociological Association (ISA) angeschlossen hatte, was sich, nach einem Wort von Gunther Ipsen, bald zum „Bürgerkrieg in der Soziologie“ ausweitete.
Es wurde eine Gegenorganisation gegründet, die nationale Sektion des Internationalen Instituts für Soziologie (IIS). Die von René Worms 1893 gegründete Fachvereinigung war bis zum Zweiten Weltkrieg die einzige und international anerkannte Soziologenorganisation gewesen, auch Theodor Geiger, Karl Mannheim, Georg Simmel, Werner Sombart, Richard Thurnwald und Ferdinand Tönnies hatten ihr angehört. Im Gegensatz zur ISA, in der sich nationale Verbände organisierten, war die IIS eine Gelehrtenvereinigung, die auf persönlichen Mitgliedschaften beruhte. Der letzte IIS-Präsident René Maunier war 1944 wegen Kollaboration mit den Nationalsozialismus abgesetzt und gleichzeitig von seinem Lehramt entpflichtet worden. 1949 hatte der Italiener Corrado Gini, ein ehemals führender faschistischer Theoretiker, das Institut wiederbelebt. Sprecher der deutschen Sektion wurde Hans Freyer. Weitere Mitglieder der deutschen IIS-Sektion waren unter anderen Ipsen, Brepohl, Gehlen und Karl Valentin Müller, der 1954 Generalsekretär des IIS wurde. Schelsky hatte zwar an der Gründungsversammlung der deutschen IIS-Sektion am 21. und 22. April 1951 in Wiesbaden teilgenommen, war ihr aber nicht beigetreten. Manche der deutschen Mitglieder waren, wie Freyer, gleichzeitig in der DGS organisiert.
Als der DGS-Vorsitz 1955 an Helmuth Plessner übergegangen war und nicht, wie erwartet, an Helmut Schelsky, verloren sich die Hoffnungen ehemaliger „Reichssoziologen“ auf eine Rechtsentwicklung der Vereinigung endgültig. Plessner, der die Entwicklung der DGS vom akademischen Honoratiorenverein zum wissenschaftlichen Fachverband vorantrieb und die Gesellschaft für die nachrückende Soziologen-Generation öffnete, „bot als Emigrant wenig Gewähr für eine Toleranz gegenüber solchen Kräften, die wie Müller wenig bemüht waren, die Spuren ihrer Vergangenheit zu verwischen.“ Hinzu kam, dass René König großen Einfluss in der ISA ausübte (er amtierte später, von 1962 bis 1966, als ihr Präsident) und 1955 die Leitung des wichtigsten Fachorgans, der Kölner Zeitschrift für Soziologie und Sozialpsychologie, übernommen hatte.
Es kam zum offenen Konflikt, als 1957 bekannt wurde, dass das ISS seinen 18. Internationalen Soziologenkongreß 1958 in Nürnberg veranstalten wollte und dieses Vorhaben in deutlicher Frontstellung gegen die DGS betrieben wurde. Es folgten harte Kontroversen, bei denen die Fronten quer durch die DGS verliefen. „Die Gefahr der Spaltung der deutschen Soziologenschaft und der Auflösung der einheitlichen Standesorganisation wurde somit immer bedrohlicher.“
Besonders König versuchte durch Interventionen bei öffentlichen Stellen und der Presse, eine Unterstützung für den ISS-Kongress zu verhindern, doch der Rückhalt der ISS war, besonders beim Bundesinnenministerium, zu groß, um die Veranstaltung zu verhindern. König erreichte jedoch, dass sehr viele prominente ausländische Fachvertreter ihre Teilnahme absagten. Aus den USA nahm nur Sorokin teil. Nach diesem Teilerfolg legte die DGS-Führung frühere taktische Zurückhaltung ab und brachte Fakten über die nationalsozialistische Vergangenheit einiger Soziologen in Umlauf. Gegen diesen „harten Kurs“ protestierte Schelsky im April 1959 mit seinem Rücktritt aus dem DGS-Vorstand. Von diesen Kontroversen erholte sich die DGS nur langsam. Einen Soziologentag gab es erst wieder nach fünfjähriger Pause 1964.
Laut Stefan Kühl war das IIS nach dem Zweiten Weltkrieg die „organisatorische Rückzugsbasis“ für deutsche Soziologen, „die wegen ihres Engagements für den Nationalsozialismus bei vielen ihrer Kollegen diskreditiert waren.“ Der wissenschaftliche Kurs des Instituts sei in den späten 1950er- und frühen 1960er-Jahren maßgeblich vom langjährigen IIS-Präsidenten Corrado Gini und Karl Valentin Müller bestimmt worden, die über das IIS ihren „anthrosoziologischen, biologistischen Forschungsansatz verbreiten wollten.“

## Späte fachgeschichtliche Aufarbeitung
Nach Ende des Zweiten Weltkrieges herrschte unter den westdeutschen Soziologen ein „kollektives Beschweigen“ der Zeit von 1933 bis 1945, an dem sich auch frühe Remigranten beteiligten. Eine soziologische Analyse des nationalsozialistischen Herrschaftssystems erfolgte nicht. Auch die Rolle der Soziologie im Nationalsozialismus wurde nicht thematisiert. Als „Geburtsstunde des Mythos der Nichtexistenz der Soziologie im Nationalsozialismus“ gilt der erste Nachkriegskongress der Deutschen Gesellschaft für Soziologie (DGS) vom 19. bis 21. September 1946 in Frankfurt am Main. In seiner Eröffnungsrede skizzierte Leopold von Wiese, erster DGS-Vorsitzender nach dem Krieg und bis 1933 geschäftsführender Schriftführer der Gesellschaft unter deren Präsidenten Ferdinand Tönnies, kurz die deutsche Soziologiegeschichte, wobei er über die Jahre von 1933 bis 1945 schwieg. Im folgenden Hauptreferat forderte er seine Fachkollegen auf, sich nicht mit dem Nationalsozialismus zu beschäftigen und begründete dies mit dem Satz: „Und doch kam die Pest über die Menschen von außen, unvorbereitet, als ein heimtückischer Überfall. Das ist ein metaphysisches Geheimnnis, an das der Soziologe nicht zu rühren vermag.“ Diese Strategie des Beschweigens wurde bis in die 1980er Jahre nicht ernsthaft in Frage gestellt. Allein der Außenseiter Heinz Maus störte in den ersten Nachkriegsjahren die Ruhe. Schon auf dem Frankfurter Soziologentag erklärte er, was er später in verschiedenen Zeitungsbeiträgen wiederholte: „Es ist billig, heutigentags auf die Tyrannis der um Hitler zentrierten Machtgruppe zu zeigen und zu vergessen, dass man's nicht tat, als es noch an der Zeit war. Das hieße freilich einzugestehen, dass die offizielle Soziologie versagt hat.“
Remigranten wie Theodor W. Adorno („Vakuum“) und Max Horkheimer („complete silence“) befanden, dass im Deutschland des Nationalsozialismus keine Soziologie betrieben worden sei. René König prägte 1958 in der Einleitung zum Fischer-Taschenbuch-Lexikon Soziologie die einflussreiche Formel, die deutsche Soziologie sei „um 1933 brutal zu völligen Stillstand gebracht“ worden. Diese Aussage wurde von ihm ausdrücklich in alle Folge-Ausgaben des Lexikons bis 1980 (19. Auflage, 410 Tsd.) übernommen. 1987 revidierte er seine Aussage dahingehend, dass nicht die Soziologie nach der Machtübernahme verschwunden sei, sondern manche ihrer geistigen Traditionsbestände. 1959 warf Helmut Schelsky König vor, er habe seine Aussage über den völligen Stillstand ab 1933 „soziologisch undurchdacht“ formuliert, nicht etwa, weil Schelsky das Vorhandensein von Soziologie im Dritten Reich behauptete, sondern weil er die Auffassung vertrat, die deutsche Soziologie sei schon vor 1933 an ihrem Ende gewesen: „Die Melodien waren durchgespielt, die Fronten im Erstarren.“ In der darauf folgenden Kontroverse zwischen den beiden Wissenschaftlern vertrat König unter Verweis auf die Arbeiten von Karl Mannheim und Theodor Geiger vehement die These, dass die deutsche Soziologie nach einer Stagnation 1928 eine Welle der Erneuerung erlebt habe, die dann 1933 gebrochen worden sei.
Johannes Weyer wies im Rahmen einer Darstellung der fachhistorischen Defizite darauf hin, dass 1969 von Friedrich Jonas eine vierbändige Geschichte der Soziologie erscheinen konnte, die die Zeit von 1933 bis 1945 mit vier Zeilen abhandelt. Erst Ende der 1970er Jahre setzte dann eine konsequente Forschungsarbeit zur Entmythologisierung der Legende von der Abwesenheit der Soziologie im Dritten Reich ein. Sie wurde insbesondere von Dirk Kaesler, Carsten Klingemann, M. Rainer Lepsius, Otthein Rammstedt, Erhard Stölting und Johannes Weyer betrieben. Großen Einfluss hatte laut van Dyk/Schauer Lepsius’ Aussage, eine nationalsozialistische Soziologie sei deshalb nicht entstanden, „weil der rassistische Determinismus der nationalsozialistischen Weltanschauung das Gegenprogramm einer soziologischen Analyse darstellte.“ 1981 relativierte er die Aussage dahingehend, dass es im Nationalsozialismus zwar Soziologie gegeben habe, aber ohne den wissenschaftlichen Ansprüchen zu genügen. Uta Gerhardt vertritt diese Auffassung auch fast drei Jahrzehnte später: „Eine Soziologie, in deutscher Sprache geschrieben und in Deutschland gelehrt, gab es während der zwölf Jahre Nationalsozialismus nicht mehr. Ohne Lehr- und Forschungsfreiheit waren die wenigen Soziologen, die nicht mundtot gemacht oder ins Exil vertrieben waren, der staatlich dekretierten so genannten ‚Volkssoziologie‘ ausgeliefert. Manche, die nun einen Lehrstuhl besetzten, waren durchaus bereit, dem verbrecherischen Regime zu dienen.“
1996 erschien mit Carsten Klingemanns Soziologie im Dritten Reich eine Sammlung seiner umfassenden fachgeschichtlichen Arbeiten, in der er seit den frühen 1980er Jahren personelle und inhaltliche Kontinuitäten zur westdeutschen Nachkriegssoziologie herausgearbeitet hatte. Klingemanns Thesen lösten heftige Auseinandersetzungen zwischen den mit der Thematik befassten Wissenschaftlern aus. So kam es zu Konflikten um die unterschiedliche Deutung von Quellenmaterial, was zu unterschiedlichen Einschätzungen der Rolle einzelner Soziologen im Dritten Reich führte. Beispielhaft dafür ist die Kaesler-Klingemann-Kontroverse um Alfred Weber.
Auch die Einschätzung der Arbeiten verschiedener außeruniversitärer Forschungsinstitute als empirische Sozialforschung war umstritten. Erwin Scheuch monierte 2000: „Man wird nicht empirischer Soziologe, indem man für die Reichsarbeitsgemeinschaft für Raumforschung Tabellen erstellt oder Untersuchungen bei Landarbeitern anstellt.“ Silke van Dyk und Alexandra Schauer stellen dem eine Bemerkung von Helmut Schelsky aus dem Jahr 1950 gegenüber. Danach hatten sich in den Jahren vor dem Krieg sehr viele junge Kräfte der angewandten sozialwissenschaftlichen Feldarbeit zugewandt, „allerdings nicht in dem Bewusstsein, Soziologen zu sein und zu werden (…)“ Sie selbst bemerken dazu, dass sowohl die institutionelle Einbindung einiger NS-Forschungsinstitute als auch die wissenschaftliche Karriere zahlreicher NS-Sozialforscher nach 1945 darauf hindeuten, „dass es sich bei jenen Arbeiten zumindest auch um empirische Sozialforschung gehandelt hat.“
Die Aussagen, zu denen Otthein Rammstedt in seinem fachgeschichtlichen Hauptwerk Deutsche Soziologie 1933–1945. Die Normalitat einer Anpassung gekommen war, wurden methodologisch und inhaltlich kritisiert. Rammstedt hatte die Zahl der Soziologen im Nationalsozialismus aus Angaben in verschiedenen Ausgaben von Kürschners Deutschem Gelehrten-Kalender ermittelt, die auf Eigenangaben der Wissenschaftler beruhten. Danach gab es 1944/45 mehr Lehrstühle für Soziologie als 1932/33; die Zahl der universitären und außeruniversitären Institute erhöhte sich rapide. Außerdem hatte er auf 200 Seiten 4.000 Publikationen aufgelistet, die er der von ihm so genannten „Deutschen Soziologie“ zuordnete. Lepsius bezweifelte, dass es sich bei dem von Rammstedt Vorgelegten um seriöse Professionsgeschichte handele, die zusammengestellte „soziologische Literatur“ bestehe aus „Kraut und Rüben“, der Personenbestand von Soziologen sei nach „einer inhaltlich unbestimmten Selbstbezeichnung ermittelt“ worden. König nennt Rammstedts Publikationsliste eine „geradezu monströse Irreleitung“ des Lesers. Klingemann hält die von Rammstedt verwendete Bezeichnung „Deutsche Soziologie“ für ein nachträgliches Konstrukt, das zwischen 1933 und 1945 nicht als Fachbezeichnung gebraucht worden sei. Rammstedt verwendete den Begriff weiterhin, so 2011 im Lemma „Soziologie, Deutsche“ des von ihm mitherausgegebenen Lexikons zur Soziologie. In der Übersichtsarbeit zur Soziologie im Nationalsozialismus von van Dyk und Schauer wird der Begriff mehrfach ohne Diskussion genannt.
Die „Kontinuitätsthese“ wird inzwischen in Lehrbüchern prominent behandelt, aber weiterhin von einzelnen Fachvertretern, wie Uta Gerhardt, bestritten. In der von der Deutschen Gesellschaft für Soziologie herausgegebenen und von van Dyk/Schauer verfassten fachhistorischen Übersichtsarbeit heißt es zusammenfassend: „Es hat nicht nur eine Soziologie im NS gegeben, sondern es wurden darüber hinaus gerade in jener Zeit die Grundlagen für ihre erfolgreiche Institutionalisierung als empirische Wissenschaft in der Nachkriegszeit geschaffen. Ebenso wenig wie das Jahr 1933 wissenschaftsgeschichtlich betrachtet das Ende der Soziologie bedeutet hat, kann ihr Wiederaufbau nach 1945 einfach als Neubeginn beschrieben werden.“